# San Pedro del Espino
San Pedro del Espino ist ein Corregimiento des Bezirks Santiago in der Provinz Veraguas in Panama. Bei der Volkszählung im Jahr 2023 hatte es 1974 Einwohner. Das Corregimiento erstreckt sich über eine Fläche von 23,4 km².

## Bevölkerung
Die folgende Tabelle zeigt die Bevölkerung des Corregimientos San Pedro del Espino, wie es in den Volkszählungen 2000, 2010 und 2023 erfasst wurde.
| Jahr         | 2000 | 2010 | 2023 |
| ------------ | ---- | ---- | ---- |
| Einwohner    | 1463 | 1629 | 1974 |
| davon Männer | 774  | 849  | 1008 |
| davon Frauen | 689  | 780  | 966  |

## Orte
Im Corregimiento San Pedro del Espino befinden sich folgende Orte:
- El Bichal
- El Bongo
- El Nance
- Finca Nopal
- La Fragua
- Las Acacias
- Las Guacas o Las Huacas
- Las Margaritas
- Rancho Santa Bárbara
- Rincón Largo
- San Pedro de La Horqueta
- San Pedro del Espino